# Nobélium

A nobélium a periódusos rendszer egyik kémiai eleme. Vegyjele No, rendszáma 102. Ezt a mesterséges fémet a svéd Alfred Nobel vegyészről nevezték el, ő alapította a Nobel-díjat. A nobéliumot 1963-ban fedezte fel egy kaliforniai kutatócsoport. A csoport három tagja: Albert Ghiorso, Torbjorn Sikkeland és John R. Walton. Részecskegyorsítóban felgyorsított szénatomokkal kűriumatomokat bombáztak, ezáltal nobéliumatomok keletkeztek, amelyek perceken belül el is bomlottak.